# Lister Cars

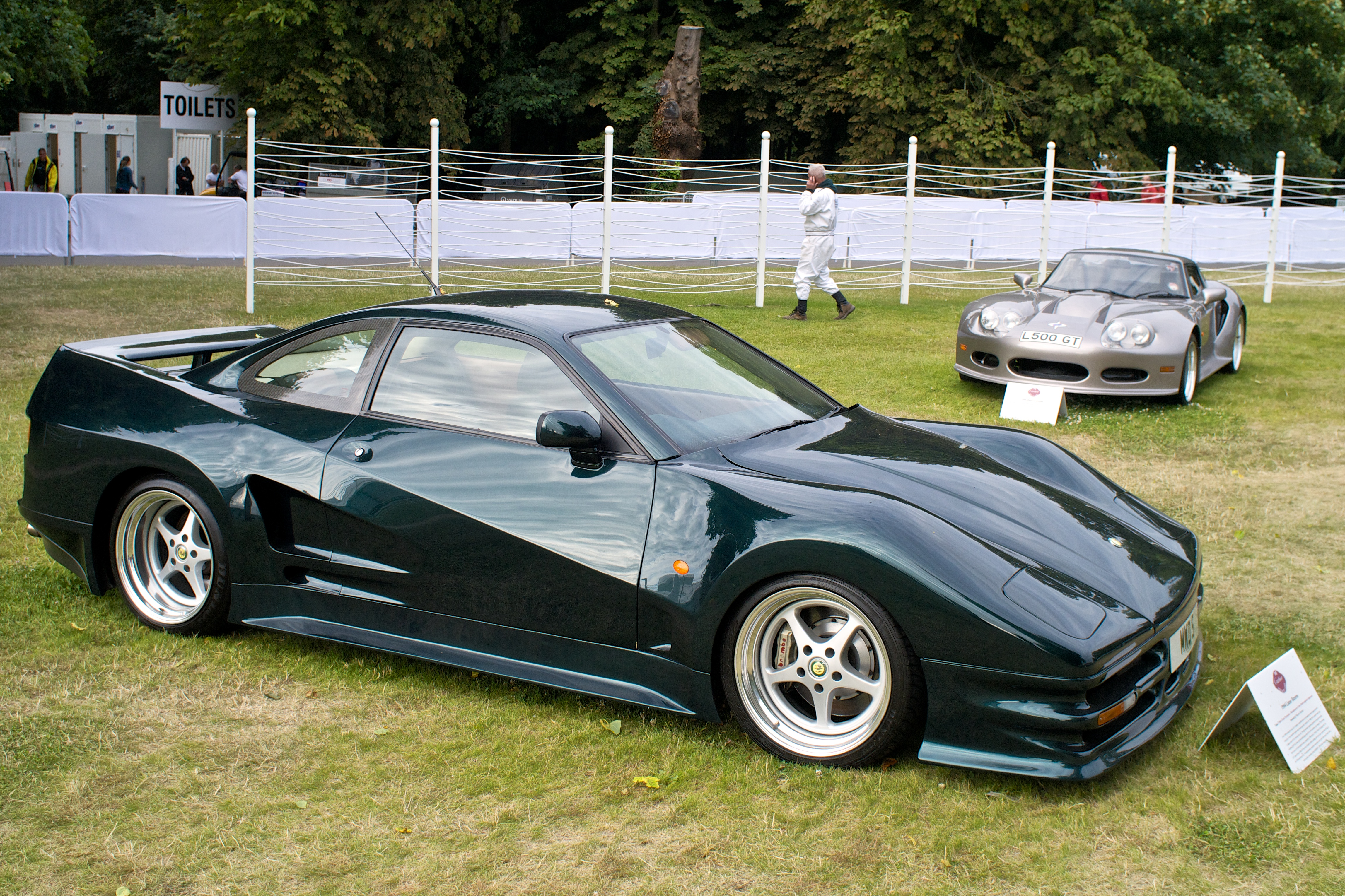
Lister Storm

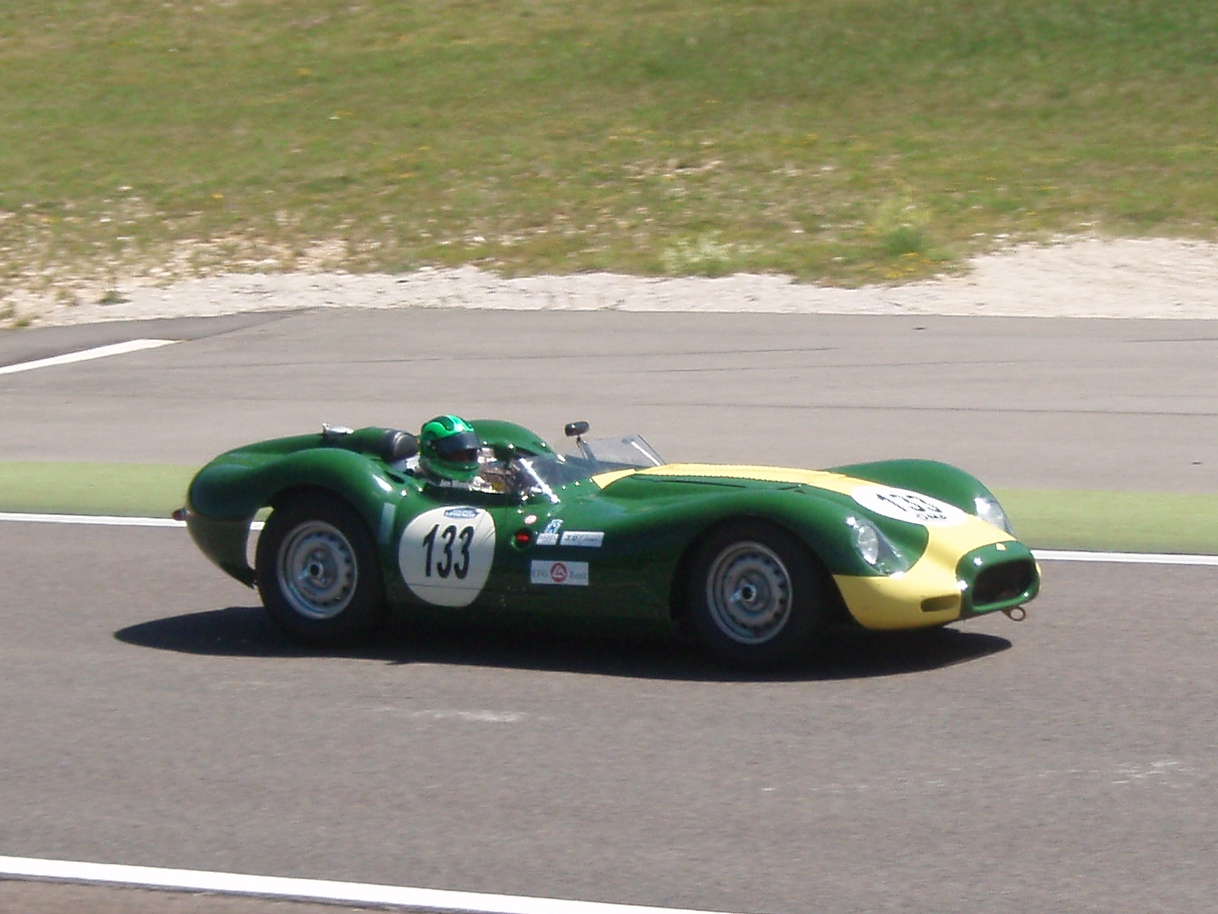
Lister-Jaguar uit 1958

Lister Cars is een autofabrikant uit het Verenigd Koninkrijk, die sportauto's produceert. Het bedrijf werd in 1954 opgericht door Brian Lister en is gevestigd in Cambridge.

## Geschiedenis
Brian Lister (1926-2014) was een autocoureur en besloot om in 1954 zelf een bedrijf op te richten: Lister Motor Company. Hij begon sportwagens te produceren en deed mee aan de autosport. In 1955 werd de Lister-Bristol gebouwd, die het moest opnemen tegen Aston Martin in verschillende kampioenschappen. De auto deed dan ook mee in verschillende kampioenschappen.
In 1957 werd de Lister-Jaguar (ook Knobbly genoemd) geïntroduceerd. De auto, aangedreven door een 3,4-liter zes-in-lijn uit de Jaguar XK140, won de British Empire Trophy met Archie Scott Brown achter het stuur. In 1959 trok Lister zich terug uit de racecompetitie en ging de oprichter later naar de Rootes Group. In 1986 werd Lister heropstart als Lister Cars Ltd.
In 1993 introduceerde men de Lister Storm. Deze had een 7,0l V12 uit de Jaguar XJR-9 en had een vermogen van 553 pk. De Storm was ook bekend in autosportraces, zoals in de GT1- en FIA GT-kampioenschappen.
In 2012 werd het bedrijf overgenomen door Lawrence Whittaker. Tot op heden produceert Lister auto's gebaseerd op Jaguars. Ook werd de Knobbly opnieuw geproduceerd als vintage model.

## Modellen

### Huidige modellen
- LFT-666
- LFT-C
- Stealth
- SUV-E

### Vorige modellen
- Storm
- Le Mans

### Raceauto's
- Lister-Bristol
- Lister-Jaguar
- Lister-Chevrolet
- Storm GT1